# كروكيت
الكروكيت /kroʊˈkɛt/  تعود أصول اللفافة المقلية إلى المطبخ الفرنسي، حيث تتألف من عجينة سميكة تمزج مع حشوة متنوعة، ثم تُغمر في البقسماط وتُقلَى حتى تحصل على القرمشة المميزة.  تُقدم اللفافة المقلية عادة كطبق جانبي، أو وجبة خفيفة، أو وجبة سريعة في جميع أنحاء العالم..
بشكل عام، يتم تقديم اللفافة المقلية مع صلصة سميكة، سواء كانت من البشاميل أو الصلصة البنية أو البطاطس المهروسة، تضاف لزيادة نكهتها وقوامها.  يمكن مزج المادة الرابطة مع الحشوة أو وضعها داخل اللفافة. الحشوات الشائعة تشمل اللحم المفروم، ومأكولات البحر، والجبن، والأرز، والفطر، ومجموعة متنوعة من الخضروات، والتي يمكن تنسيقها مع التوابل مثل الأعشاب والبهارات. بالإضافة إلى ذلك، يمكن استخدام الموثقات الحلوة مع كريمة المعجنات وملء اللفافات بالفواكه لإعداد الكروكيه الحلوة.
يمكن أيضًا تشكيل الكروكيت بأشكال أخرى، مثل الأقراص أو الأشكال البيضاوية أو الكرات .

## علم أصول الكلمات
كلمة "كروكيت" هي كلمة فرنسية تمت مشتقتها من الكلمة "croquer" والتي تعني "الطحن" أو "المضغ"، وهذا يشير إلى طبيعة اللفافة المقلية التي تتضمن تكسير أو طحن المكونات المختلفة معًا قبل تقديمها. 

## أصول
قدم فرانسوا ماسيالوت في القرن السابع عشر وصفة للكروكيت (الكروكيه)، تتضمن حشوة من اللحم والكمأة والنخاع وفتات الخبز والجبن، يتم مزجها مع البيض ثم تُغطى بالخبز وتُقلي في شحم الخنزير. يمكن أن تأتي بأحجام مختلفة، سواء كبيرة مثل البيضة أو صغيرة مثل الجوز، ويمكن تقديمها كمقبلات أو كزينة. تم ذكر كلمة "كروكيت" في القاموس الإنجليزي في عام 1706، وهذا يشير إلى تاريخ طويل لاستخدام هذه الكلمة والطبق ذي الاسم المشابه في اللغة الإنجليزية..   في القرن الثامن عشر، وجدنا وصفة للكروكيه التي تعتمد على استخدام الخليط فقط، دون الحاجة لمادة البشاميل كمكون رابط..  تم توثيق الكروكيه من النوع الحديث، الذي يتميز بالغلاف السميك، في كتاب الطبخ الإنجليزي للطاهي الفرنسي لويس أوستاش أودي عام 1822. 

### الهند

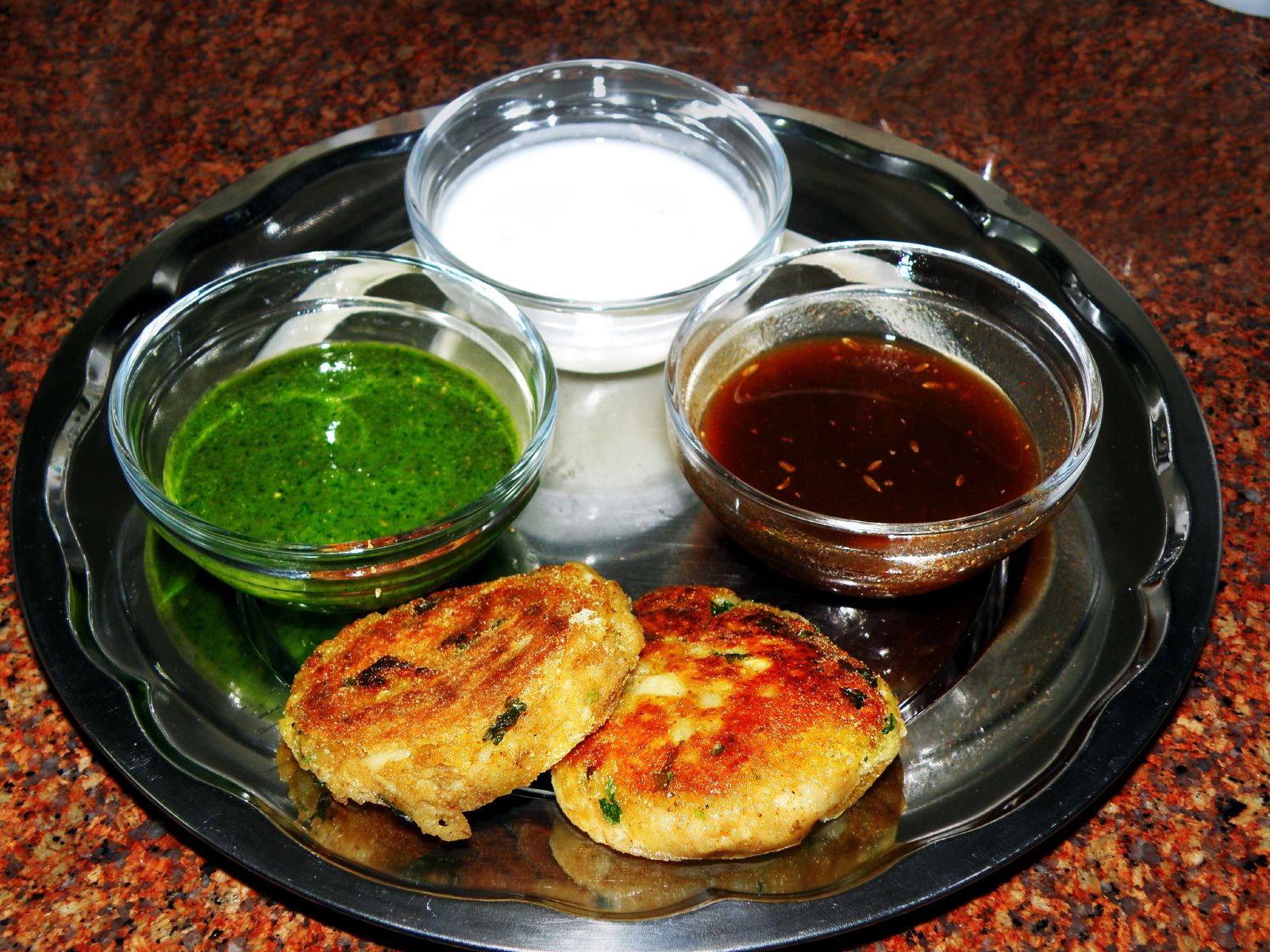
ألو تيكي يقدم مع النعناع وصلصة التمر الهندي والداهي (الزبادي) في الهند.

كروكيه مملوء بالبطاطس يُعرف باسم "آلو تيكي"، وهو طبق شهير يتضمن بطاطس مهروسة مع توابل وحشوة مختلفة، ويتم تشكيلها وقليها حتى تصبح قرمشة من الخارج وناعمة من الداخل. يعتبر هذا الطبق شهياً وشهيراً في بعض المأكولات العالمية. ،  تعتبر الكروكيه من الأطباق الشهيرة في شبه القارة الهندية، وتحظى بشعبية كبيرة في شمال الهند. غالباً ما تُقدم مع الحساء وتُعتبر وجبات خفيفة شائعة في المنازل وأيضاً تُباع بشكل شعبي من قبل الباعة المتجولين على جوانب الطرق. في ولاية البنغال الغربية، هناك نوعان رئيسيان من الكروكيه تعرف باسم "التقطيع" و "الكستلاتة". تُحضر قطع الخضار عن طريق مزج مجموعة من الخضار المهروسة مثل الشمندر المسلوق والجزر والبازلاء الخضراء وتُخلط مع البطاطس، ثم تُغلف بالخبز وتُقلي بشكل جيد. بالنسبة للكستلاتة، فهي تشبه الفرم، ولكنها تتجاوز غلاف البطاطس الداخلي. هناك أيضًا شرائح لحم الضأن المصنوعة من لحم الماعز المفروم والتي تُمزج مع التوابل وتُخبز وتُقلى. في ماكدونالدز في الهند، يُقدمون مجموعة متنوعة من الوجبات السريعة المستوحاة من ألو تيكي داخل خبز الهمبرغر. بالنسبة للكباب (كروكيه اللحم)، فهو مصنوع من لحم الضأن المفروم ويتم تتبيله وتخبيزه وتقليته. وأخيرًا، يُعتبر كروكيه اللحم البقري المتبل وجبة خفيفة ومقبلات مشهورة بين المجتمعات المسيحية في جوا وكيرالا. 

### سيريلانكا
هناك نوعان رئيسيان من الكروكيت في سريلانكا. النوع الأول يُعرف باسم "اللفائف" وهو منتج مخبز أسطواني مشهور. يتم عادة حشو اللفائف بمزيج من السمك والبطاطس والبهارات، وعندئذٍ يُشار إليها بـ "لفائف السمك". وفي بعض الأحيان يُستخدم الدجاج أيضًا كبديل للسمك. النوع الثاني يُعرف باسم "الشرحات"، وهي كروية وتُصنع عادة للمناسبات الاحتفالية

### الصين
الكروكيه على الطريقة اليابانية (المعروفة أيضًا باسم "كولي بينغ" في الصين) تحظى بشعبية كبيرة في الصين، حيث يتميز هذا الطبق بمذاقه اللذيذ والمميز الذي يجمع بين النكهات اليابانية والتقليدية الصينية.  أنها مصنوعة من البطاطا المهروسة والذرة وأحيانا اللحوم.

### إندونيسيا
الوصفات الإندونيسية، المعروفة باسم "الهولندية"، والتي تتألف من البطاطس المهروسة المحشوة بالدجاج المفروم أو اليخنة، هي إحدى أكثر الوجبات الخفيفة شعبيةً في إندونيسيا. يُعتَبَر هذا الطبق من الأطعمة التي تم تقديمها خلال الفترة الاستعمارية الهولندية، وهو يجمع بين مذاق البطاطس اللذيذة والحشوة المُحشوة بالدجاج أو اليخنة.  يتم تحضير الكروكيت عن طريق وضع حشوة الدجاج داخل كرة البطاطس المهروسة، ثم يتم خبزها وقليها.

### اليابان

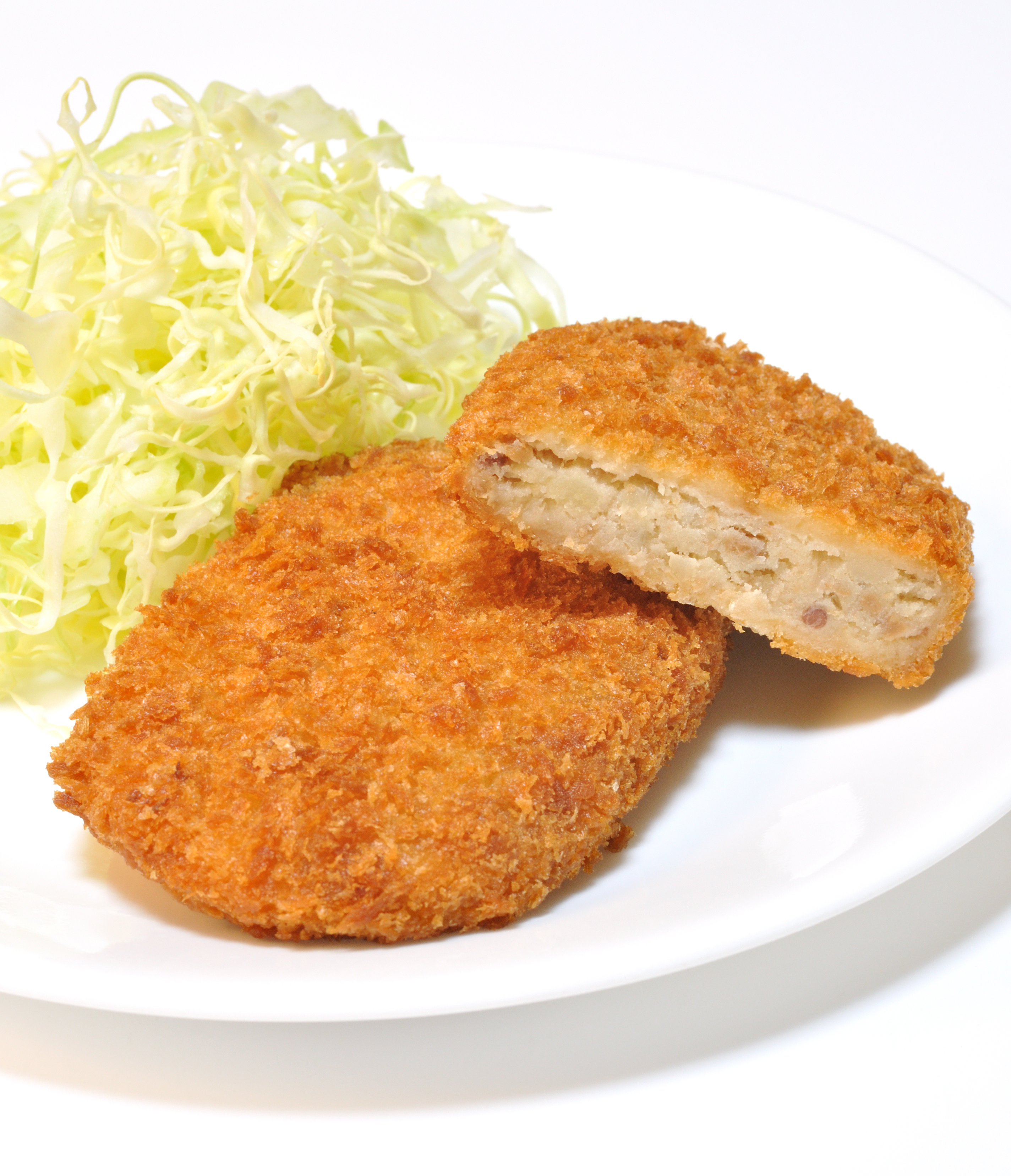
كوروكي

أحد الوجبات المشابهة للكروكيت، المعروف باسم كوروكي ،   (コロッケ) هو طعام مقلي مشهور؛ متاحة على نطاق واسع في محلات السوبر ماركت والمتاجر ومحلات الجزارة، وكذلك من محلات كوروكي المتخصصة.  بشكل عام، تكون على شكل فطيرة، وهي مصنوعة بشكل أساسي من البطاطس مع مكونات أخرى بما في ذلك الخضروات (مثل البصل والجزر) وعادة ما تحتوي على أقل من 5٪ من اللحوم (مثل لحم الخنزير أو لحم البقر).  غالبًا ما يُقدَّم الكوروكي مع صلصة تونكاتسو (とんかつ). ويُقدَّم أيضًا كوروكي أسطواني، وهو يشبه إلى حد كبير النسخة الفرنسية حيث يتم تبريد المأكولات البحرية (مثل الجمبري أو لحم السلطعون) أو الدجاج في الصلصة البيضاء (الراجوت) لتصلب قبل أن يتم تغطيتها بالبقسماط وقليها بعمق. وعند تقديمها ساخنة، يتم ذوبان الجزء الداخلي. يُعرف هذا النوع بـ "كريم كوروكي" (クリームコロッケ) للتمييز بينه وبين النوع القائم على البطاطس. وغالبًا ما يُقدَّم بدون صلصة أو مع صلصة الطماطم. على عكس النسخة الفرنسية، لا يُسمى الكوروكي الذي يعتمد بشكل رئيسي على اللحم بـ "كوروكي" في اليابان، بل يُعرف باسم "مينتشي كاتسو" (メンチカツ)، وهو اختصار لكوروكي اللحم المفروم.
من الممكن بأن هذا الطبق قد تم استيراده إلى اليابان في أواخر القرن التاسع عشر إلى جانب الأطباق الغربية الأخرى. 
حصلت بلدة أسابو في هوكايدو على الرقم القياسي العالمي في موسوعة غينيس لأكبر كروكيت في العالم. 

### كوريا الجنوبية
انسخة الكروكيت الكورية، المعروفة باسم "جوروك" (고로케) أو "كيوروكيت" (크로켓)، تباع في العديد من المخابز في كوريا الجنوبية. النوع الأكثر شيوعًا هو اللفائف المقلية المحشوة بمكونات الجابتشي (잡채) أو الدجاج بالكاري والبطاطس المهروسة مع سلطة الخضار. قد يتم تعبئة جوروك أحيانًا بمكونات مثل الكيمتشي ولحم الخنزير والبولجوجي. تعلن العديد من المتاجر الكورية عن جوروك كمنتج فرنسي ويتم بيعه في معظم متاجر الخبز ذات الطراز الأوروبي في كوريا الجنوبية.

## أوروبا

### المملكة المتحدة
تتوفر الكروكيت  بشكل مجمد  أو مبردة في معظم محلات التسوق، وعادة ما تكون محشوة بالبطاطس.

## منطقة البحر الكاريبي

### كوبا
الكروكيت الكوبي مشابه تقريبًا للكروكيت البورتوريكي، حيث يتم صنعه أيضًا من لحم الخنزير أو الدجاج.  الكروكيت الكوبي هو تحفة من المأكولات الكوبية التي تُعدّ بشكل خاص. يتميز هذا النوع من الكروكيت بأنه يحشى بلحم السمك، مما يضفي عليه نكهة فريدة ولذيذة. يتم تحضير الحشوة بشكل رئيسي من لحم السمك وتوابل مميزة تضفي عليها نكهة الكاري والمكونات الكوبية الخاصة. بعد تحضير الحشوة، يتم تشكيلها عادة إلى شكل باتي صغيرة ثم تُغطى بالبقسماط وتُقلى بعمق حتى تصبح ذهبية ومقرمشة.
تُقدم الكروكيت الكوبي عادة كوجبة خفيفة أو مقبلات شهية. إنها وجبة لذيذة ومحببة لدى الكثيرين في كوبا وخارجها. يمكن أن يُقدّم الكروكيت الكوبي كجزء من وجبة رئيسية أو كوجبة خفيفة مع صلصة أو توابل تكمل مذاقه الشهي.
يتمتع الكروكيت الكوبي بتاريخ طويل في الثقافة الكوبية ويُعدّ من الأطعمة التقليدية التي تحظى بشعبية كبيرة في البلاد.
.